# I Komang Putra Adnyana
I Komang Putra Adnyana (6 maggio 1972) è un ex calciatore indonesiano, di ruolo portiere.

## Carriera

### Club
Ha sempre giocato nel campionato indonesiano.

### Nazionale
Con la maglia della nazionale ha partecipato alla Coppa d'Asia nel 2000 e nel 2004.